# Animal (revista)
Animal foi uma revista em quadrinhos para adultos brasileira, que circulou entre 1987 e 1991. 

## História
A revista Animal foi um projeto criado por Rogério de Campos (que depois fundou a Conrad Editora e atualmente dirige a Editora Veneta), Celso Singo Aramaki, Newton Foot e Fábio Zimbres  A revista publicou pela primeira vez no Brasil artistas como os italianos Tamburini e Liberatore (de RanXerox) e Massimo Mattioli (Squeak The Mouse), e os espanhóis Jaime Martín (Sangue de Bairro) e Max (Peter Pank).
Também publicou pela primeira vez artistas brasileiros como Osvaldo Pavanelli, André Toral, Fábio Zimbres e Marcelo Bicalho, e também teve colaborações de Jaca, Lourenço Mutarelli e Newton Foot, entre outros.
Além de quadrinhos, a revista contava com o encarte Mau, uma uma revista similar a um fanzine em papel jornal, que tratava de música, política, cinema, entretenimento e outros assuntos.
A revista durou 22 edições regulares, além de oito edições das Grandes Aventuras Animal e dois volumes da Coleção Animal.
A equipe editorial em suas cinco primeiras edições foi composta de Fábio Zimbres, Newton Foot e Rogério de Campos.